# Aigle impériale
Cet article court présente un sujet plus développé dans : Aigle romaine, aigle de drapeau et Aigle (héraldique).
Une aigle impériale est une figure héraldique qui a été le symbole de plusieurs États et peut désigner : 
- l'aigle romaine utilisée comme symbole de l'Empire romain ;
- l'aigle impériale, un symbole de Charlemagne[1] ;
- l'aigle impériale utilisée comme symbole du Saint-Empire romain germanique. À partir de 1410, ce sera sous la forme d'une aigle à deux têtes ;
- l'aigle impériale bicéphale de l'Empire russe, dont l'usage remonte au grand-prince de Moscou Ivan III en 1472 ;
- l'aigle de drapeau utilisée comme symbole de l'Empire napoléonien.